# Temporada 1981-82 de la NBA
La temporada 1981-82 de la NBA fue la trigesimosexta en la historia de la liga. La temporada finalizó con Los Angeles Lakers como campeones tras ganar a Philadelphia 76ers por 4-2.

## Aspectos destacados
- La temporada regular finalizó a mediados de abril por primer año.
- El All-Star Game de la NBA de 1982 se disputó en el nuevo Brendan Byrne Arena (ahora Meadowlands Arena) de East Rutherford, Nueva Jersey, con victoria del Este sobre el Oeste por 120-118. Larry Bird, de Boston Celtics, ganó el premio al MVP del partido. Fue la primera temporada de New Jersey Nets en su nuevo pabellón.
- Magic Johnson ganó su segundo MVP de las Finales de la NBA antes de cumplir los 23 años.

## Clasificaciones
| Equipo             | V  | D  | %V   | P  |
| ------------------ | -- | -- | ---- | -- |
| Boston Celtics     | 63 | 19 | .768 | -  |
| Philadelphia 76ers | 58 | 24 | .707 | 5  |
| New Jersey Nets    | 44 | 38 | .537 | 19 |
| Washington Bullets | 43 | 39 | .524 | 20 |
| New York Knicks    | 33 | 49 | .402 | 30 |

| Equipo              | V  | D  | %V   | P  |
| ------------------- | -- | -- | ---- | -- |
| Milwaukee Bucks     | 55 | 27 | .671 | -  |
| Atlanta Hawks       | 42 | 40 | .512 | 13 |
| Detroit Pistons     | 39 | 43 | .476 | 16 |
| Indiana Pacers      | 35 | 47 | .427 | 20 |
| Chicago Bulls       | 34 | 48 | .415 | 21 |
| Cleveland Cavaliers | 15 | 67 | .183 | 40 |

| Equipo            | V  | D  | %V   | P  |
| ----------------- | -- | -- | ---- | -- |
| San Antonio Spurs | 48 | 34 | .585 | -  |
| Houston Rockets   | 46 | 36 | .561 | 2  |
| Denver Nuggets    | 46 | 36 | .561 | 2  |
| Kansas City Kings | 30 | 52 | .366 | 18 |
| Dallas Mavericks  | 28 | 54 | .341 | 20 |
| Utah Jazz         | 25 | 57 | .305 | 23 |

| Equipo                 | V  | D  | %V   | P  |
| ---------------------- | -- | -- | ---- | -- |
| Los Angeles Lakers C   | 57 | 25 | .695 | -  |
| Seattle SuperSonics    | 52 | 30 | .634 | 5  |
| Phoenix Suns           | 46 | 36 | .561 | 11 |
| Golden State Warriors  | 45 | 37 | .549 | 12 |
| Portland Trail Blazers | 42 | 40 | .512 | 15 |
| San Diego Clippers     | 17 | 65 | .207 | 40 |

* V: Victorias
* D: Derrotas
* %V: Porcentaje de victorias
* P: Partidos de diferencia respecto a la primera posición
* C: Campeón

## Playoffs
|  | Primera ronda     | Primera ronda | Primera ronda |   |  | Semifinales de Conferencia | Semifinales de Conferencia | Semifinales de Conferencia |  |  | Finales de Conferencia | Finales de Conferencia | Finales de Conferencia |  |  | Finales NBA | Finales NBA  | Finales NBA |
|  |                   |               |               |   |  |                            |                            |                            |  |  |                        |                        |                        |  |  |             |              |             |
|  | E4                | New Jersey    | 0             |   |  | E1                         | Boston*                    | 4                          |  |  |                        |                        |                        |  |  |             |              |             |
|  | E4                | New Jersey    | 0             |   |  | E1                         | Boston*                    | 4                          |  |  |                        |                        |                        |  |  |             |              |             |
|  | E5                | Washington    | 2             |   |  | E5                         | Washington                 | 1                          |  |  |                        |                        |                        |  |  |             |              |             |
|  | E5                | Washington    | 2             |   |  | E5                         | Washington                 | 1                          |  |  |                        |                        |                        |  |  |             |              |             |
|  |                   |               |               |   |  |                            |                            |                            |  |  | E1                     | Boston*                | 3                      |  |  |             |              |             |
|  | Conferencia Este  |               |               |   |  |                            |                            |                            |  |  | E1                     | Boston*                | 3                      |  |  |             |              |             |
|  |                   | E3            | Philadelphia  | 4 |  |                            |                            |                            |  |  |                        |                        |                        |  |  |             |              |             |
|  |                   |               |               |   |  |                            |                            |                            |  |  |                        |                        |                        |  |  |             |              |             |
|  | E3                | Philadelphia  | 2             |   |  | E3                         | Philadelphia               | 4                          |  |  |                        |                        |                        |  |  |             |              |             |
|  | E3                | Philadelphia  | 2             |   |  | E3                         | Philadelphia               | 4                          |  |  |                        |                        |                        |  |  |             |              |             |
|  | E6                | Atlanta       | 0             |   |  | E2                         | Milwaukee*                 | 2                          |  |  |                        |                        |                        |  |  |             |              |             |
|  | E6                | Atlanta       | 0             |   |  | E2                         | Milwaukee*                 | 2                          |  |  |                        |                        |                        |  |  |             |              |             |
|  |                   |               |               |   |  |                            |                            |                            |  |  |                        |                        |                        |  |  | E3          | Philadelphia | 2           |
|  |                   |               |               |   |  |                            |                            |                            |  |  |                        |                        |                        |  |  | E3          | Philadelphia | 2           |
|  |                   | W1            | Los Angeles*  | 4 |  |                            |                            |                            |  |  |                        |                        |                        |  |  |             |              |             |
|  |                   |               |               |   |  |                            |                            |                            |  |  |                        |                        |                        |  |  |             |              |             |
|  | W4                | Denver        | 1             |   |  | W1                         | Los Angeles*               | 4                          |  |  |                        |                        |                        |  |  |             |              |             |
|  | W4                | Denver        | 1             |   |  | W1                         | Los Angeles*               | 4                          |  |  |                        |                        |                        |  |  |             |              |             |
|  | W5                | Phoenix       | 2             |   |  | W5                         | Phoenix                    | 0                          |  |  |                        |                        |                        |  |  |             |              |             |
|  | W5                | Phoenix       | 2             |   |  | W5                         | Phoenix                    | 0                          |  |  |                        |                        |                        |  |  |             |              |             |
|  |                   |               |               |   |  |                            |                            |                            |  |  | W1                     | Los Angeles*           | 4                      |  |  |             |              |             |
|  | Conferencia Oeste |               |               |   |  |                            |                            |                            |  |  | W1                     | Los Angeles*           | 4                      |  |  |             |              |             |
|  |                   | W2            | San Antonio*  | 0 |  |                            |                            |                            |  |  |                        |                        |                        |  |  |             |              |             |
|  |                   |               |               |   |  |                            |                            |                            |  |  |                        |                        |                        |  |  |             |              |             |
|  | W3                | Seattle       | 2             |   |  | W3                         | Seattle                    | 1                          |  |  |                        |                        |                        |  |  |             |              |             |
|  | W3                | Seattle       | 2             |   |  | W3                         | Seattle                    | 1                          |  |  |                        |                        |                        |  |  |             |              |             |
|  | W6                | Houston       | 1             |   |  | W2                         | San Antonio*               | 4                          |  |  |                        |                        |                        |  |  |             |              |             |
|  | W6                | Houston       | 1             |   |  | W2                         | San Antonio*               | 4                          |  |  |                        |                        |                        |  |  |             |              |             |

## Estadísticas
| Categoría                    | Jugador        | Equipo             | Estadísticas |
| ---------------------------- | -------------- | ------------------ | ------------ |
| Puntos por partido           | George Gervin  | San Antonio Spurs  | 32.3         |
| Rebotes por partido          | Moses Malone   | Houston Rockets    | 14.7         |
| Asistencias por partido      | Johnny Moore   | San Antonio Spurs  | 9.6          |
| Robos por partido            | Magic Johnson  | Los Angeles Lakers | 2.7          |
| Tapones por partido          | George Johnson | San Antonio Spurs  | 3.1          |
| Porcentaje de tiros de campo | Artis Gilmore  | Chicago Bulls      | 65.2         |
| Porcentaje de tiros libres   | Kyle Macy      | Phoenix Suns       | 89.9         |
| Porcentaje de tiros de tres  | Campy Russell  | New York Knicks    | 43.9         |

## Premios
- MVP de la Temporada
  -  Moses Malone (Houston Rockets)
- Rookie del Año
  -  Buck Williams (New Jersey Nets)
- Entrenador del Año
  -  Gene Shue (Washington Bullets)

| - Mejor Quinteto de la Temporada - Larry Bird, Boston Celtics - George Gervin, San Antonio Spurs - Julius Erving, Philadelphia 76ers - Moses Malone, Houston Rockets - Gus Williams, Seattle SuperSonics | - 2.º Mejor Quinteto de la Temporada - Alex English, Denver Nuggets - Magic Johnson, Los Angeles Lakers - Robert Parish, Boston Celtics - Bernard King, Golden State Warriors - Sidney Moncrief, Milwaukee Bucks |

| - Mejor Quinteto Defensivo - Bobby Jones, Philadelphia 76ers - Caldwell Jones, Philadelphia 76ers - Dan Roundfield, Atlanta Hawks - Dennis Johnson, Phoenix Suns - Michael Cooper, Los Angeles Lakers | - 2.º Mejor Quinteto Defensivo - Larry Bird, Boston Celtics - Lonnie Shelton, Seattle SuperSonics - Jack Sikma, Seattle SuperSonics - Quinn Buckner, Milwaukee Bucks - Sidney Moncrief, Milwaukee Bucks |

- Mejor Quinteto de Rookies
  - Buck Williams, New Jersey Nets
  - Jay Vincent, Dallas Mavericks
  - Kelly Tripucka, Detroit Pistons
  - Isiah Thomas, Detroit Pistons
  - Jeff Ruland, Washington Bullets